# David Mourão-Ferreira
David de Jesus Mourão-Ferreira GOSE • GCSE (Lisboa, 24 de fevereiro de 1927 — Lisboa, 16 de junho de 1996) foi um escritor e poeta português. Tem uma biblioteca com o seu nome em Lisboa no Parque das Nações.e uma Cátedra David Mourão-Ferreira do Camões, I.P. no Centro de Estudos Lusitânia de Bari (Itália).

## Biografia
David Mourão-Ferreira nasceu no dia 24 de Fevereiro de 1927, na cidade de Lisboa, onde veio a falecer em 1996, no dia 16 de Junho. Era filho de David Ferreira, secretário do diretor da Biblioteca Nacional, originário de Elvas, e de sua esposa Teresa Mourão, originária duma aldeia do Baixo Alentejo.
Nasceu no extremo ocidental do bairro da Lapa, em Lisboa, numa casa onde viveu até aos 15 anos. Teve um irmão três anos mais novo, Jaime, afilhado de Jaime Cortesão. Frequentou o Colégio Moderno e licenciou-se em Filologia Românica, pela Faculdade de Letras da Universidade de Lisboa, em 1951.
Tornou-se assistente da Faculdade de Letras da Universidade de Lisboa em 1958. Entre 1963 e 1973 foi secretário-geral da Sociedade Portuguesa de Autores.
Foi professor do Liceu Camões.
Teve uma ativa colaboração em jornais e revistas, dos quais se destacam o Diário Popular. Foi também colaborador da revista Seara Nova, para além de ter sido um dos fundadores da revista literária Távola Redonda, que co-dirigiu (1950-1954), com António Manuel Couto Viana e Luís de Macedo. Foi precisamente através desta publicação que a atividade poética de David Mourão Ferreira começou a ganhar relevo, enquanto uma alternativa poética, de pendor lirista, à poesia social.
Os seus poemas musicados por Alain Oulman, dão origem a alguns dos fados mais conhecidos de Amália, entre eles: Barco Negro, Abandono (também conhecido como Fado de Peniche por ter sido inspirado na fuga de Álvaro Cunhal), Anda o Sol na Minha Rua, Nome de Rua, entre outros. Os seus poemas são também cantados por outros nomes da música portuguesa, nomeadamente: a fadista Mercês da Cunha Rego, Simone de Oliveira, Luís Cília e Camané.
Depois do 25 de Abril de 1974, seria diretor do jornal A Capital e diretor-adjunto do O Dia. No governo, desempenhou o cargo de Secretário de Estado da Cultura (de 1976 a Janeiro de 1978, e em 1979). Foi por ele assinado, em 1977, o despacho que criou a Companhia Nacional de Bailado.
Foi autor de alguns programas de televisão de que se destacam "Imagens da Poesia Europeia", para a RTP.
Do primeiro casamento, com Maria Eulália, sobrinha de Valentim de Carvalho, teve dois filhos, David João e Adelaide Constança, que lhe deram 10 netos e netas.
Casou, em segundas núpcias, em 1966, com Maria do Pilar de Jesus Barata Mourão-Ferreira.

## Reconhecimento
A 13 de Julho de 1981 foi condecorado com o grau de Grande-Oficial da Antiga, Nobilíssima e Esclarecida Ordem Militar de Sant'Iago da Espada, do Mérito Científico, Literário e Artístico.
O escritor Mourão-Ferreira foi escolhido pela Academia Brasileira de Letras, para ocupar, na categoria de Sócio Correspondente, a Cadeira número 5, que tem por Patrono Dom Francisco de Sousa. Sua eleição deu-se em 1981, sendo ali o quinto ocupante. Depois da sua morte, esta Cadeira seria ocupada apenas em 1998 pelo moçambicano Mia Couto.

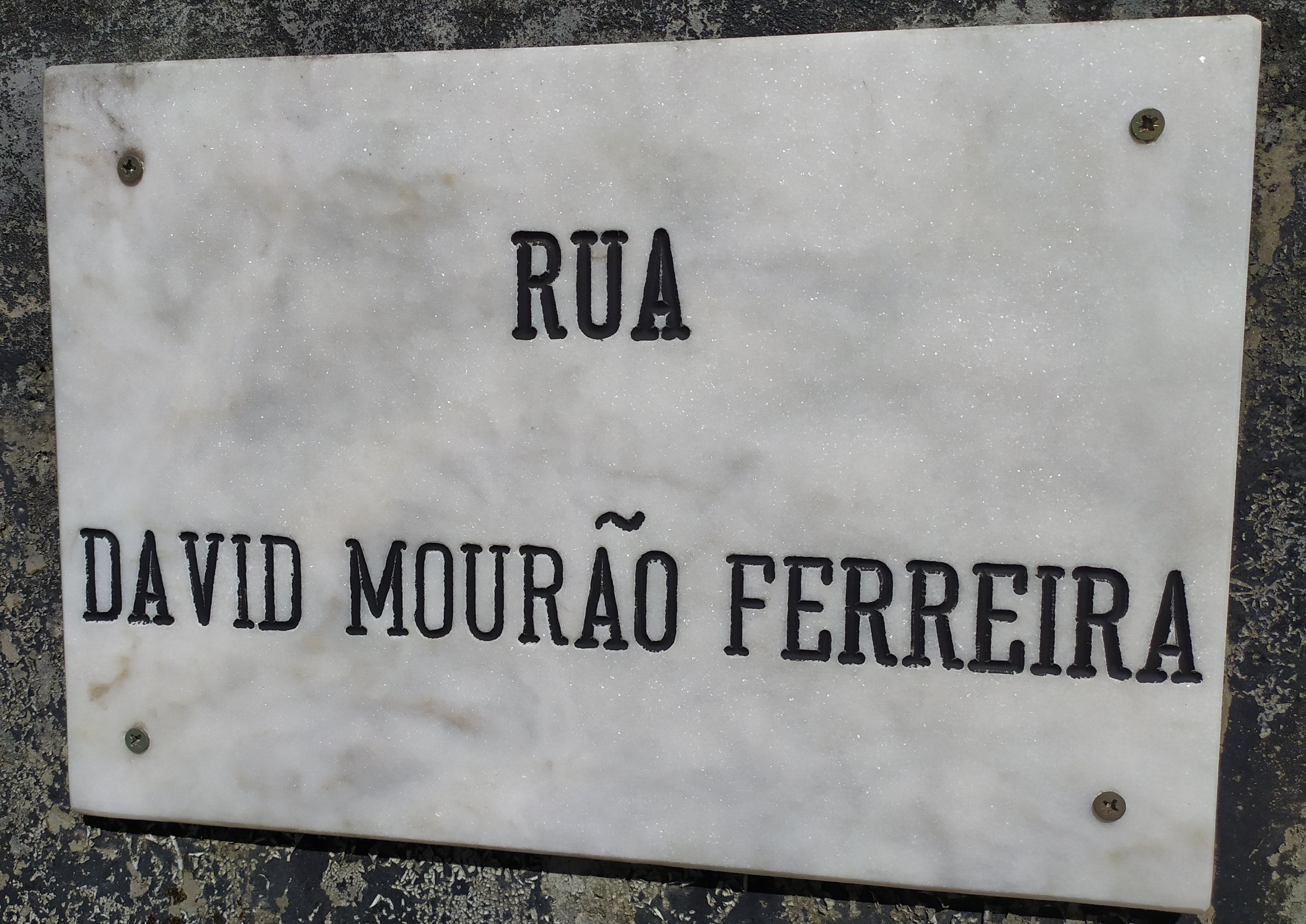
Placa da rua com o seu nome em Braga

Em 1996, a 3 de Junho, foi elevado a Grã-Cruz da mesma Ordem. No mesmo ano, recebeu o Prémio de Carreira da Sociedade Portuguesa de Autores. 
Em 2005 é celebrado um protocolo entre a Universidade de Bari e o Instituto Camões, decidindo, como homenagem ao poeta, abrir naquela cidade o Centro Studi Lusofoni - Cátedra David Mourão-Ferreira que, dirigida pela Professora Fernanda Toriello e com a colaboração do professor Rui Costa, tem como objetivo o estudo da obra de David Mourão-Ferreira, assim como a divulgação da língua portuguesa e das culturas lusófonas. Promove também o Prémio Europa David Mourão-Ferreira.
Em sua homenagem, várias localidades portuguesas deram o seu nome a ruas, pracetas e avenidas, entre elas Lisboa, que deu o seu nome a uma avenida no Alto do Lumiar.  É um dos poetas homenageados pelo município de Oeiras, com a colocação de uma estátua do escultor Francisco Simões, no Parque dos Poetas. 
É autor do poema Abandono, cantado por Amélia Rodrigues com música composta por Alain Oulman, uma das 150 canções escolhidas por João Calixto para a antologia, As Palavras das Canções, editada com o apoio da Sociedade Portuguesa de Autores. 

## Obras
Entre as suas obras encontram-se: 

### Poesia
- 1950 - A Viagem

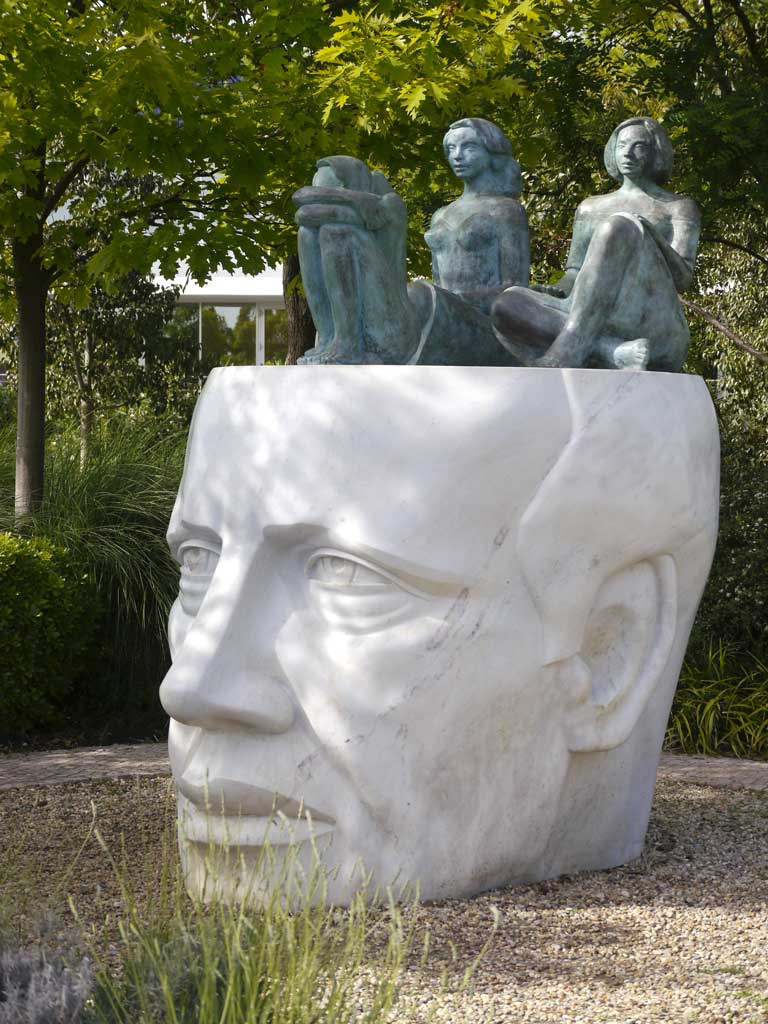
Escultura de Francisco Simões, no Parque dos Poetas, em Oeiras,

- 1954 - Tempestade de Verão (Prémio Delfim Guimarães)
- 1958 - Os Quatro Cantos do Tempo
- 1961 - Maria Lisboa
- 1962 - In Meae
- 1962 -  ou A Arte de Amar
- 1966 - Do Tempo ao Coração
- 1967 - A Arte de Amar (reunião de obras anteriores)
- 1969 - Lira de Bolso
- 1971 - Cancioneiro de Natal (Prémio Nacional de Poesia)
- 1973 - Matura Idade
- 1974 - Sonetos do Cativo
- 1976 - As Lições do Fogo
- 1980 - Obra Poética (inclui À Guitarra e À Viola e Órfico Ofício)
- 1985 - Os Ramos e os Remos
- 1988 - Obra Poética, 1948-1988
- 1994 - Música de Cama (antologia erótica com um livro inédito).
- 1954 - Barco Negro

### Ficção narrativa
- 1959 - Novelas de Gaivotas em Terra (Prémio Ricardo Malheiros)
- 1968 - Os contos de Os Amantes
- 1980 - As Quatro Estações (Prémio Associação Internacional dos Críticos Literários)
- 1986 - Um Amor Feliz (Romance que o consagrou como ficcionista valendo-lhe vários prémios)
- 1987 - Duas Histórias de Lisboa

### Outras
- 1961 - Aspectos da obra de M. Teixeira Gomes